# 易经
《易經》，中國古典文獻之一，是古代中國巫師用於推演未來吉凶禍福的卜筮書，自漢代開始尊奉為「五經」之一；《易經》用一套符號形式系統描述事物的變化，表現了中國古典文化的哲學和宇宙觀。它的中心思想，是用陰陽符號構成的卦象代表世間萬物的運行狀態。卜筮者向神明問事，求得卦象，藉此預測事情（例如：戰爭、政事、農收等等）的成敗吉凶。作為卜筮之書，《易經》的影響並不限於占卜和術數，大凡古代中國的哲學、宗教、政治、經濟、醫學、天文、算術、文學、音樂、藝術、軍事和武術等各方面，皆可見到陰陽變化的思想寓於其中。自從十七世紀開始，《易經》經由天主教耶穌會的傳教士引介至歐美國家。
《易》據說有三種：連山、歸藏和周易，合稱三易。 《連山》和《歸藏》已經失傳，《周易》是唯一有傳至後世的文獻。相傳《周易》是依循周文王主編《易》的著述而來，成書大約在西周時期。 1993年湖北江陵荊州鎮（現荊州市郢城鎮）出土的王家台易類秦簡與馬國翰的《歸藏》輯本相符，有學者推定為《歸藏》古文再現。 也有人懷疑《歸藏》、《連山》從未存在過，出土的是古易書《易繇陰陽卦》。
三易唯《周易》傳世，因此《易經》通常就是指《周易》。 《易傳》則是早期儒家學者對《周易》「卦、爻辭」所作出的系統性解釋，展現了先秦儒家把《周易》當作君子道德修養指引的解釋方式，共有十篇，通稱「十翼」。後人對《易經》及《易傳》作註解的版本眾多，最具代表性的是王弼、韓康伯的《周易注》以及朱熹的《周易本義》。李鼎祚的《周易集解》則收有漢、唐間諸家易注。

## 名稱
「易」字
- 字源
  1. 《說文解字》認為「易」是「蜴」本字，蜥蜴的象形字。
  2. 甲骨文、金文寫作、，象杯中盛水滿出之形（郭沫若），是甲骨文、金文「益」字的簡化。易字省略「皿」身，剩下「皿」柄和三點水，從盛水滿出引申出增益，再引申為賜予，是賜的古字。另一說為其繁形象雙手執壺倒酒於酒器之中（劉興隆）或象兩酒器相傾注（徐中舒），示賜與之義，引申為更易，卜辭易、賜為同一字，簡形的寫法省略杯身，只保留了杯緣及酒水。

- 解釋
  1. 简易，簡單，简约。
  2. 變易、變化的意思，指天下萬物是常變的。
  3. 交易，亦即陰消陽長、陽消陰長的相互變化。
  4. 『易』是「道」的運行，為恆常的真理卻也不斷更新變化。日升而天明，日落而天黯。明而接黯，黯而續明。終而復始，無始無終，萬事周而復始，是謂易。繫辭傳云，生生之謂易。生生者，不絕也。
  5. 日月為易，象徵陰陽。取自东汉魏伯阳《周易参同契》。
  6. 日出為易。陳鼓應認為這個意思，也是「乾」的本義。
  7. 東漢鄭玄的著作易論認為「易一名而含三義：簡易一也；變易二也；不易三也」，解釋易道為：「簡質」、「變化」和「恆常不變」。

「周」字
- 《周易》一名的「周」字有兩種不同的解釋：
  1. 「周」，東漢鄭玄易論，認為「周」是「周普」的意思，即無所不備，周而復始。
  2. 唐代孔穎達《周易正義》認為「周」是指中國陝西省岐山縣（古稱西岐，西周發祥地）地名，是周朝的代稱。

《易經》的「經」字是指經典。漢武帝尊《周易》、《尚書》、《詩經》、《儀禮》、《春秋》為《五經》，因此《周易》又稱為《易經》。

## 用法
《汉书·艺文志》所载的“术数”中，第四种是“蓍龟”。龟指龟甲，用龟甲占，这种方法叫“卜”。蓍指蓍草，用这种草占，叫做“筮”。《易经》本来是为筮用的。用蓍草占得某一卦某一爻后，查《易经》，看其卦象，卜定凶吉。
后来，有些人即使不卜卦，也会引用卜辞和爻辞的话，加以引申发挥，作为自己论述的依据。《左传》中记载，在晋国和楚国的战争中，晋国的将领不服命令，擅自渡河追击楚军，知庄子说：“此师殆哉，周易有之，在师（䷆）之临（䷒）曰，师出以律，否臧凶”。意思是，出兵以纪律为主，如果部队不遵守纪律，会带来很大的灾祸。在这段记载中，知庄子并没有占卜，而是直接引用师卦的爻辞。
《系辞传》中写道，“是故君子居则观其象而玩其辞，动则观其变而玩其占。是以自天佑之，吉无不利。”意思是，君子什么时候行动，就占个卜预知凶吉；在没有行动的时候，就仔细体会《易经》的卦象以及卦中爻辞的意思，这样就可“吉无不利”。这表明《易经》不仅仅是一个占卜的书，也可作为一本道德教训的书。
孔子和荀子都常引用《易经》中的卦和爻辞，并将其引申发挥。比如，《论语·子路》中写道：子曰：“南人有言曰：‘人而无恒，不可以作巫医。’善夫！”“不恒其德，或承之羞。”子曰：“不占而已矣。”其中，“不恒其德，或承之羞”是恒卦（䷟）九三爻的爻辞，孔子以此引证人必须有恒心，又说“不占而已矣”，意为不必占卜就可以引用这一爻作为教训。荀子引用易经的例子可见于《荀子·非相篇》和《荀子·大略篇》。
部分研究易经的学者们认为，六爻具备概括事物的完备性
，通过“检验指标取值而确定潜变量取值”的方法来获得卦象，从而预测未来凶吉，解析系统发展规律和因果，可以将易经的应用扩展至现代研究的各个方面。中医从业者和中医理论研究者们普遍相信中医学的理论体系的形成与发展与《易经》的哲学思想密切相关。

## 傳統說法

### 《周易》(易經)
《周易》或稱《易經》，在幾種較早期的文獻（例如《論語》、《莊子》、《左傳》等）中稱之為《易》。
「周易」之名最早見於《周禮》（原稱《周官》，約成書在戰國時代）。
周易的成書時間歷來颇多爭論。傳說遠古的伏羲創八卦、夏禹將其擴充為六十四卦，六十四卦被記載在《連山》一書，《連山》以「艮」為第一卦。到了商朝，六十四卦的次序被重新排列，被記載在《歸藏》一書，以「坤」為第一卦。
依據司馬遷《史記》的記「囚羑里，蓋益易之八卦為六十四卦。」，後人因此認為《周易》是商朝末年、西周之初的時候確立，是周文王奠定了《周易》以「乾」為第一卦，並為每一卦寫下「卦辭」（卦象的解釋）。周文王之子、周武王之弟周公旦則被認為是「爻辭」（每一爻的解釋）的創立者。卦辭和爻辭的內容不單影響周朝的歷史，也影響到「詩經」的文學風格。
《周易》起源相當早，相傳「文王拘而演周易」，所以坊間認為西周初年由文王所著，因此較春秋時代的哲學著作（老子和孔子的論語）為早。

### 《十翼》(易傳)
廣義的《易》包括《周易》和《易傳》。由於《周易》文字含義隨時代演變，内容在春秋戰國時便已不易讀懂，因此孔子撰寫了《十翼》，又稱為《易傳》，以解讀《周易》。現今學者多認為《周易》七卷書中最早的《易傳》是戰國時代的作品。
根據《史记》，春秋時期孔子對《周易》有所闡述與解釋，參與了〈彖傳〉（上下兩篇）、〈象傳〉（上下兩篇）、〈繫辭傳〉（上下兩篇）、〈文言傳〉、〈序卦傳〉、〈說卦傳〉、〈雜卦傳〉等篇章的編輯。共有十篇，稱為「十翼」。
到了漢武帝以後，「十翼」被稱為《易傳》，並被列為《易經》的一部分。
《易傳》為孔子所作，但也有學者認為是集體創作。宋代歐陽修提出《易傳》不是同一人所作。清初學者惠棟说：“栋四世咸通汉学，以汉犹近古，去圣未远故也。《诗》、《礼》毛、郑，《公羊》何休，传注具存；《尚书》、《左传》，伪孔氏全采马、王，杜元凯根本贾、服；唯《周易》一经，汉学全非。”。當代的學者認為《易傳》裏面的篇章最早出現於中国戰國時期，但亦有部分篇章是西漢年代所著。

## 近代考古研究

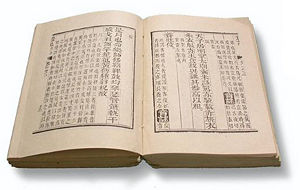
《易经》複刻本

在近五十年，出現了新的《易經》歷史研究，西方和中國的學者根據商、周朝的占卜用的獸骨和龜甲上的甲骨文，青銅器上的鐘鼎文以及其他史料研究。1973年，湖南長沙的西漢馬王堆出土了將近完整的、公元前二世紀的《易經》、《道德經》和其他書籍，是現存《易經》的最早版本，並包含了以前一直被認為是孔子所著的〈繫辭傳〉上、下，但並不包括《十翼》其他的部分。
當代的學者懷疑周文王、孔子並非《易經》的全部作者，部分學者更認為六十四卦的概念比八卦更早形成。學者比較過長沙馬王堆出土的《易經》和周朝的鐘鼎文之後，認為《周易》不是周文王一人所著，最可能的成書日期應是西周後期，大約公元前九世紀末。現時一般認為《易經》是集體創作，《周易》的起源並非任何一個傳說或歷史人物的著作，而是西周時期占筮用的文字編纂而成。
據汪寧生，八卦是古人舉行筮法時所用一種「表數」符號，與龜卜有不同源流。在西南少數民族中，普遍就流行以「數」占卜之俗，最簡單的一種是通過投擲、刻劃等方式，看物的正反或數的奇偶，判斷吉凶，與數蓍草而卜問吉凶的筮法，有若干相似之處。四川涼山彝族的占卜方法「雷夫孜」，其數分奇偶，而卜必三次，得到八種結果，正和八卦類似。另外，張政烺提出周原甲骨所發現的數字組成符號，可能是西周早期真實的卦畫原形，為古代使用「數字」卜卦所遺留的痕跡。

## 《周易》註本書目
有關周易及其研究的善本書目如下：
- 東周（前770年－前256年）春秋末期魯國孔子：《十翼》(《易傳》)
- 春秋末期子夏：《子夏易傳》
- 西漢（前202年－8年）京房 (魏郡太守)：《京氏易傳》
- 東漢（25年－220年）鄭玄：《周易鄭康成註》
- 曹魏（220年－266年）王弼、晉韓康伯注、唐孔穎達疏：《周易正義》（周易註疏、周易兼義）（五經正義、十三經注疏之一）
- 東晉（317年－420年）韓康伯註《周易注》（繫辭、說卦、序卦、雜掛）[22]
- 唐（618年－907年）李鼎祚：《周易集解》
- 北宋（960年—1127年）程頤：《伊川易傳》
- 北宋（960年—1127年）蘇軾：《東坡易傳》
- 北宋（960年—1127年）朱震：《漢上易傳》
- 南宋（1127年—1279年）朱熹：《周易本義》
- 南宋（1127年—1279年）楊簡：《楊氏易傳》
- 南宋（1127年—1279年）張浚：《紫巖易傳》
- 南宋（1127年—1279年）楊萬里：《誠齋易傳》
- 南宋（1127年~1279年）王宗傳：《童溪易傳》
- 清（約1636年－1912年）劉一明：《周易闡真》
- 清（約1636年－1912年）李道平：《周易集解纂疏》

## 流傳與學派
相傳秦始皇焚書坑儒之时，李斯將《周易》列入醫術占卜之書而得以幸免。之後各個朝代都有人研究《周易》，包括漢代的京房、鄭玄，魏晋時代的王弼，唐代的陸德明、李鼎祚、孔穎達，宋代的邵雍、程頤、朱熹等等。
宋代興起了易圖的研究，像廣為人知的河圖、洛書、先天八卦圖、後天八卦圖、太極圖（含陰陽魚的圓形圖案）等，都是《易經》原著中所無、後人根據對《易經》的理解添加進去的。
歷代研究周易的大致可分為两個學派：義理派和象數派。義理派強調從八卦和六十四卦的卦名的涵義來解釋卦爻象和卦辭、爻辭。象數派注重從八卦所象徵的物象來解釋卦爻象和卦辭、爻辭。亦有人認為義理派發掘周易的哲學價值，象數派則著重將周易用於占卜。前者如王弼、程颐，后者如京房、邵雍。
明朝末年，《易經》被傳教士翻譯並傳播到西方。17世紀末，德國哲學家及數學家莱布尼茨因漢學大師布維（Joachim Bouvet，漢名白晉，1662年－1732年）的介紹、更將《易經》以二進制解釋。現在無論中國大陸、台灣和西方各國都有不少人研究《易經》。
根據江弘遠《京房易學流變考》一書，自從《京氏易傳》出現後，受朱熹、惠棟，以及《四庫總目提要》的推波助瀾，均認為此書及其條例是出自京房本人之手。本書以沈延國論點加以延伸，確定京房是以十二辟卦所統領的六十卦反復配六十鐘律，八宮卦、納甲、納音則是由荀爽、虞翻、干寶等另一非京氏易學流派演變而來，從《京氏易傳》出現後，遂取代京房原有的模式。
在现代，西方越来越多科学与宗教人士研究易经，称之为变的科学。著名心理学家卡尔·荣格和一些现代大数据科学家认为，易经作为 “预测未来和解析过去” 的方法，是極其有效的，但不同于西方的理性及因果分析传统，是另一种科学。 
牟宗三認為《周易》一書主要有三方面的意義：物理的、數理的、倫理的。物理方面則為「陰陽」、「變易」、「生成」所以「易」則有這個意義。而數理則為「序理」、「系統」、「關係」，這方面可用「序」作代表。而倫理則為「意謂」和「價值」，這方面可用「吉凶悔吝」作代表。

## 爻卦結構

### 爻
易經的內容以「卦」組成，共有六十四卦。每一卦由六層組成，每一層稱為「爻」。每一爻以一條長的橫線「—」代表陽，稱為「陽爻」；或以兩條斷開的橫線「--」代表陰，稱為「陰爻」。從最底層數起，總共有六爻，而六爻以不同的陰、陽配搭，形成六十四種不同的組合。

爻（陰爻、陽爻）的示意圖

### 卦
六爻可以分為上半部分和下半部分，每一部分稱為一個單卦。六個「爻」以不同的陰、陽配搭，形成多種不同的組合。六爻由下而上解最下為：《初、二、三、四、五及上》，由三爻所生的卦「由上而下」為之「上卦」或「外卦」、在下方為之「下卦」或「內卦」。

### 組合
後人以「無極生太極、太極生兩儀、兩儀生四象、四象生八卦、八卦生六十四卦」來解釋的卦的構成。
1. 無極
2. 太極：代表一，傳統的太極圖（☯）代表了陰陽互補；
3. 兩儀：一分為二，分開了陰和陽，即是兩儀；
4. 四象：二分為四，即是四象：太陽、少陽、少陰、太陰；
5. 八卦：四分為八，即是八卦：乾、兌、離、震、巽、坎、艮、坤；

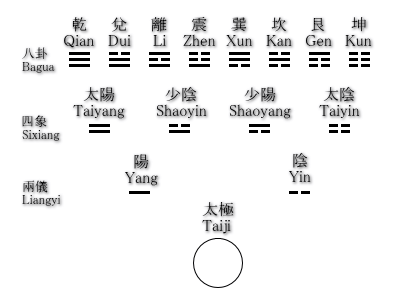
卦

6. 六十四卦：兩個八卦相疊，即成八八六十四卦。

|      | ☷    | ☶    | ☵    | ☴    | ☳    | ☲    | ☱    | ☰    |
| 八卦 | 坤   | 艮   | 坎   | 巽   | 震   | 離   | 兌   |      |
| 四象 | 太陰 | 太陰 | 少陽 | 少陽 | 少陰 | 少陰 | 太陽 | 太陽 |
| 兩儀 | 陰   | 陰   | 陰   | 陰   | 陽   | 陽   | 陽   | 陽   |
| 太極 | 太極 | 太極 | 太極 | 太極 | 太極 | 太極 | 太極 | 太極 |

|          | ䷁    | ䷖    | ䷇    | ䷓    | ䷏    | ䷢    | ䷬    | ䷋    | ䷎    | ䷳    | ䷦    | ䷴    | ䷽    | ䷷    | ䷞    | ䷠    | ䷆    | ䷃    | ䷜    | ䷺    | ䷧    | ䷿    | ䷮    | ䷅    | ䷭    | ䷑    | ䷯    | ䷸    | ䷟    | ䷱    | ䷛    | ䷫    | ䷗    | ䷚    | ䷂    | ䷩    | ䷲    | ䷔    | ䷐    | ䷘    | ䷣    | ䷕    | ䷾    | ䷤    | ䷶    | ䷝    | ䷰    | ䷌    | ䷒    | ䷨    | ䷻    | ䷼    | ䷵    | ䷥    | ䷹    | ䷉    | ䷊    | ䷙    | ䷄    | ䷈    | ䷡    | ䷍    | ䷪    | ䷀    |
| 六十四卦 | 坤   | 剝   | 比   | 觀   | 豫   | 晉   | 萃   | 否   | 謙   | 艮   | 蹇   | 漸   | 小過 | 旅   | 咸   | 遯   | 師   | 蒙   | 坎   | 渙   | 解   | 未濟 | 困   | 訟   | 升   | 蠱   | 井   | 巽   | 恆   | 鼎   | 大過 | 姤   | 復   | 頤   | 屯   | 益   | 震   | 噬嗑 | 隨   | 无妄 | 明夷 | 賁   | 既濟 | 家人 | 豐   | 離   | 革   | 同人 | 臨   | 損   | 節   | 中孚 | 歸妹 | 睽   | 兌   | 履   | 泰   | 大畜 | 需   | 小畜 | 大壯 | 大有 | 夬   | 乾   |
| 三十二   |      |      |      |      |      |      |      |      |      |      |      |      |      |      |      |      |      |      |      |      |      |      |      |      |      |      |      |      |      |      |      |      |      |      |      |      |      |      |      |      |      |      |      |      |      |      |      |      |      |      |      |      |      |      |      |      |      |      |      |      |      |      |      |      |
| 十六     |      |      |      |      |      |      |      |      |      |      |      |      |      |      |      |      |      |      |      |      |      |      |      |      |      |      |      |      |      |      |      |      |      |      |      |      |      |      |      |      |      |      |      |      |      |      |      |      |      |      |      |      |      |      |      |      |      |      |      |      |      |      |      |      |
| 八卦     | 坤   | 坤   | 坤   | 坤   | 坤   | 坤   | 坤   | 坤   | 艮   | 艮   | 艮   | 艮   | 艮   | 艮   | 艮   | 艮   | 坎   | 坎   | 坎   | 坎   | 坎   | 坎   | 坎   | 坎   | 巽   | 巽   | 巽   | 巽   | 巽   | 巽   | 巽   | 巽   | 震   | 震   | 震   | 震   | 震   | 震   | 震   | 震   | 離   | 離   | 離   | 離   | 離   | 離   | 離   | 離   | 兌   | 兌   | 兌   | 兌   | 兌   | 兌   | 兌   | 兌   | 乾   | 乾   | 乾   | 乾   | 乾   | 乾   | 乾   | 乾   |
| 四象     | 太陰 | 太陰 | 太陰 | 太陰 | 太陰 | 太陰 | 太陰 | 太陰 | 太陰 | 太陰 | 太陰 | 太陰 | 太陰 | 太陰 | 太陰 | 太陰 | 少陽 | 少陽 | 少陽 | 少陽 | 少陽 | 少陽 | 少陽 | 少陽 | 少陽 | 少陽 | 少陽 | 少陽 | 少陽 | 少陽 | 少陽 | 少陽 | 少陰 | 少陰 | 少陰 | 少陰 | 少陰 | 少陰 | 少陰 | 少陰 | 少陰 | 少陰 | 少陰 | 少陰 | 少陰 | 少陰 | 少陰 | 少陰 | 太陽 | 太陽 | 太陽 | 太陽 | 太陽 | 太陽 | 太陽 | 太陽 | 太陽 | 太陽 | 太陽 | 太陽 | 太陽 | 太陽 | 太陽 | 太陽 |
| 兩儀     | 陰   | 陰   | 陰   | 陰   | 陰   | 陰   | 陰   | 陰   | 陰   | 陰   | 陰   | 陰   | 陰   | 陰   | 陰   | 陰   | 陰   | 陰   | 陰   | 陰   | 陰   | 陰   | 陰   | 陰   | 陰   | 陰   | 陰   | 陰   | 陰   | 陰   | 陰   | 陰   | 陽   | 陽   | 陽   | 陽   | 陽   | 陽   | 陽   | 陽   | 陽   | 陽   | 陽   | 陽   | 陽   | 陽   | 陽   | 陽   | 陽   | 陽   | 陽   | 陽   | 陽   | 陽   | 陽   | 陽   | 陽   | 陽   | 陽   | 陽   | 陽   | 陽   | 陽   | 陽   |
| 太極     | 太極 | 太極 | 太極 | 太極 | 太極 | 太極 | 太極 | 太極 | 太極 | 太極 | 太極 | 太極 | 太極 | 太極 | 太極 | 太極 | 太極 | 太極 | 太極 | 太極 | 太極 | 太極 | 太極 | 太極 | 太極 | 太極 | 太極 | 太極 | 太極 | 太極 | 太極 | 太極 | 太極 | 太極 | 太極 | 太極 | 太極 | 太極 | 太極 | 太極 | 太極 | 太極 | 太極 | 太極 | 太極 | 太極 | 太極 | 太極 | 太極 | 太極 | 太極 | 太極 | 太極 | 太極 | 太極 | 太極 | 太極 | 太極 | 太極 | 太極 | 太極 | 太極 | 太極 | 太極 |

### 六十四卦
| 坤（地）         | 艮（山）         | 坎（水）         | 巽（風）         | 震（雷）         | 離（火）         | 兌（泽）         | 乾（天）         | ← 上卦 ↓ 下卦 |
| (1)2. 坤為地     | (2)23. 山地剝    | (3)8. 水地比     | (4)20. 風地觀    | (5)16. 雷地豫    | (6)35. 火地晉    | (7)45. 泽地萃    | (8)12. 天地否    | 坤（地）      |
| (9)15. 地山謙    | (10)52. 艮為山   | (11)39. 水山蹇   | (12)53. 風山漸   | (13)62. 雷山小過 | (14)56. 火山旅   | (15)31. 泽山咸   | (16)33. 天山遯   | 艮（山）      |
| (17)7. 地水師    | (18)4. 山水蒙    | (19)29. 坎為水   | (20)59. 風水渙   | (21)40. 雷水解   | (22)64. 火水未濟 | (23)47. 泽水困   | (24)6. 天水訟    | 坎（水）      |
| (25)46. 地風升   | (26)18. 山風蠱   | (27)48. 水風井   | (28)57. 巽為風   | (29)32. 雷風恆   | (30)50. 火風鼎   | (31)28. 泽風大過 | (32)44. 天風姤   | 巽（風）      |
| (33)24. 地雷復   | (34)27. 山雷頤   | (35)3. 水雷屯    | (36)42. 風雷益   | (37)51. 震為雷   | (38)21. 火雷噬嗑 | (39)17. 泽雷隨   | (40)25. 天雷无妄 | 震（雷）      |
| (41)36. 地火明夷 | (42)22. 山火賁   | (43)63. 水火既濟 | (44)37. 風火家人 | (45)55. 雷火豐   | (46)30. 離為火   | (47)49. 泽火革   | (48)13. 天火同人 | 離（火）      |
| (49)19. 地泽臨   | (50)41. 山泽損   | (51)60. 水泽節   | (52)61. 風泽中孚 | (53)54. 雷泽歸妹 | (54)38. 火泽睽   | (55)58. 兌為泽   | (56)10. 天泽履   | 兌（泽）      |
| (57)11. 地天泰   | (58)26. 山天大畜 | (59)5. 水天需    | (60)9. 風天小畜  | (61)34. 雷天大壯 | (62)14. 火天大有 | (63)43. 泽天夬   | (64)1. 乾為天    | 乾（天）      |

## 易數與二元運算（二進制）

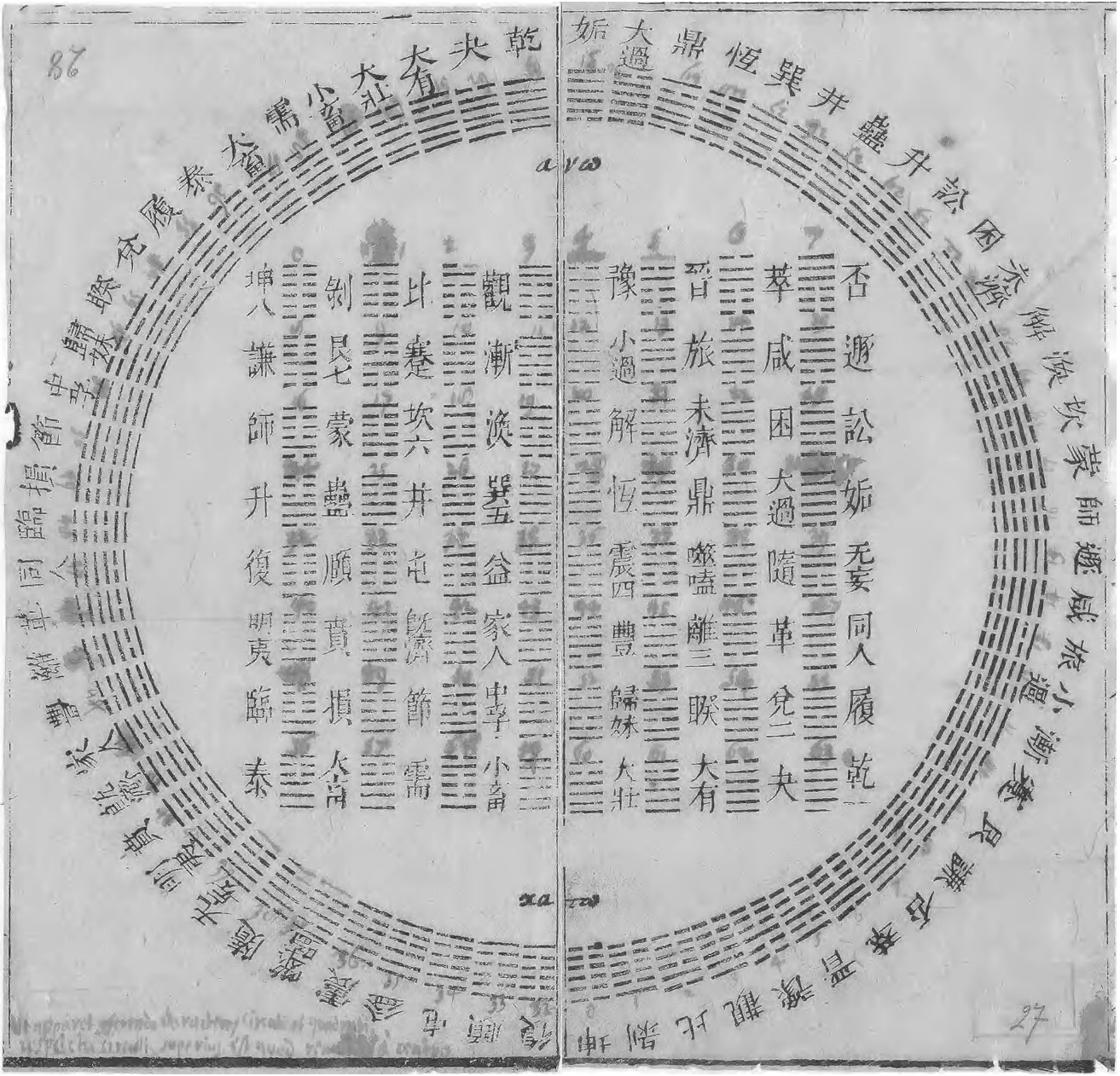
伏羲先天六十四卦〈方圓四分四層圖〉（1701年莱布尼茨得自白晋的圖文，時為清康熙四十年）

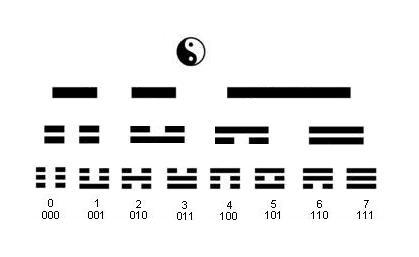
圖中最下方的數字串，分別為其上方 1~7數值的「二進位數值」

17世紀末，德国哲学家、数学家莱布尼茨在法國傳教士白晉的介紹之下，得到邵雍的伏羲先天六十四卦〈方圓四分四層圖〉，認為與他所創的二元運算（二進制）相符合，贊揚備至。後來演進成布林代數。
莱布尼茨以二進制解讀易經的六十四卦。莱布尼茨在《致德雷蒙信》中指出，易经中的六十四卦图形，恰恰与他在二十多年前发明的二进制计数法相类似：阴爻-- 可以用0表示，阳爻—可以用1表示。
莱布尼茨又说以0和1二数可以表示万物，一如易经中阴爻--，阳爻—生生不息，滋生万物。
莱布尼茨还进一步附会八卦表示上帝七日创造世界，坤 000：为天地洪荒，万物皆空；第一日：艮 001 为上帝造天，第二日：坎 010 为天地同在……第七日：乾 111乃万物具备，是为安息日。1
而中国有广为流传的观点认为现代计算机的二进制来自于中国的八卦，但这早已被证明是一个传说。对这一错误，郭书春在《古代世界数学泰斗刘徽》一书461页指出：“中国有所谓《周易》创造了二进制的说法，至于莱布尼茨受《周易》八卦的影响创造二进制并用于计算机的传说，更是广为流传。事实是，莱布尼兹先发明了二进制，后来才看到传教士带回的宋代学者重新编排的《周易》八卦，并发现八卦可以用他的二进制来解释。”因此，并不是莱布尼茨看到阴阳八卦才发明二进制。梁宗巨著《数学历史典故》一书14～18页对这一历史公案有更加详尽考察，想进一步了解者可参考。

## 統一碼
| 易經六十四卦符號 Yijing Hexagram Symbols[1] Unicode Consortium 官方碼表（PDF） |   |   |   |   |   |   |   |   |   |   |   |   |   |   |   |   |
|                                                                                | 0 | 1 | 2 | 3 | 4 | 5 | 6 | 7 | 8 | 9 | A | B | C | D | E | F |
| U+4DCx                                                                         | ䷀ | ䷁ | ䷂ | ䷃ | ䷄ | ䷅ | ䷆ | ䷇ | ䷈ | ䷉ | ䷊ | ䷋ | ䷌ | ䷍ | ䷎ | ䷏ |
| U+4DDx                                                                         | ䷐ | ䷑ | ䷒ | ䷓ | ䷔ | ䷕ | ䷖ | ䷗ | ䷘ | ䷙ | ䷚ | ䷛ | ䷜ | ䷝ | ䷞ | ䷟ |
| U+4DEx                                                                         | ䷠ | ䷡ | ䷢ | ䷣ | ䷤ | ䷥ | ䷦ | ䷧ | ䷨ | ䷩ | ䷪ | ䷫ | ䷬ | ䷭ | ䷮ | ䷯ |
| U+4DFx                                                                         | ䷰ | ䷱ | ䷲ | ䷳ | ䷴ | ䷵ | ䷶ | ䷷ | ䷸ | ䷹ | ䷺ | ䷻ | ䷼ | ䷽ | ䷾ | ䷿ |
| 註釋 1.^ 依據 Unicode 15.0                                                     |   |   |   |   |   |   |   |   |   |   |   |   |   |   |   |   |

### 引用
1. ↑  《四庫全書總目提要·易類小序》：「故易之為書，推天道以明人事者也。」
2. ↑  《周禮‧春官‧大卜》：「太卜掌三易之法，一曰連山。二曰歸藏，三曰周易。其經卦皆八，其別皆六十有四。」
3. ↑  王明欽《試論歸藏的幾個問題》一文指出，通過比較古書引用的《歸藏》佚文和出土的秦簡易占，認為“王家台秦簡《易占》就是《歸藏本蓍篇》”。李家浩、廖名春、王明欽、連劭名、王寧、邢文等學者先後發表論作，認定王家台秦墓之《易占》簡就是失傳已久的《歸藏·鄭母經》。
4. ↑  王寧. . 看中國.   [2024-01-12]. （原始内容存档于2024-01-12）.
5. ↑  許慎. . 蜥易，蝘蜓守宮也。象形。《祕書》說：日月為易，象侌昜也。一曰：從勿。凡易之屬皆從易。
6. ↑  .   [2020-01-13]. （原始内容存档于2021-02-11）.
7. ↑  小學堂. .   [2023-02-26]. （原始内容存档于2023-02-26）.
8. ↑  .   [2023-02-26]. （原始内容存档于2023-04-07）.
9. ↑  .   [2023-04-07]. （原始内容存档于2023-04-09）.
10. ↑  冯友兰. . . 中华书局 （中文（简体））.
11. ↑  .   [2021-03-13]. （原始内容存档于2021-09-16）.
12. ↑  .   [2021-02-13]. （原始内容存档于2021-07-03）.
13. ↑  .   [2021-03-13]. （原始内容存档于2021-07-03）.
14. ↑  《周易》作为中国传统文化的源头,被奉为“众经之首,大道之原”。中医学理论体系的形成和发展与《周易》的哲学思想密切相关,不可分割。 —— 张星《中医文化与中医学发展研究》，天津科学技术出版社2018年版。
15. ↑  《史记·孔子世家》曰：“孔子晚而喜《易》，《序》《彖》《繫》《象》《说卦》《文言》。”
16. ↑  《松崖文钞》卷一《上制军尹元长先生书》
17. ↑  .   [2023-04-11]. （原始内容存档于2023-04-16）.
18. ↑  陳詠琳.  (PDF). 臺北市立大學學報. 2016, 47 (2)  [2023-04-11]. （原始内容存档 (PDF)于2023-05-08）.
19. ↑  丁四新. .   [2023-04-11]. （原始内容存档于2023-04-11）.
20. ↑  樓宇烈《袁宏與東晉玄學》，收入《國學研究（第一卷）》，67-92頁，北京：北京大學出版社，1993.3
21. ↑  《四库提要》称“发挥汉儒之学，以荀爽，虞翻为主，而参以郑康成、宋咸、干宝诸家之说，皆融会其义，自为注而自疏之。”
22. ↑  .   [2021-02-03].
23. ↑  .   [2021-02-03]. （原始内容存档于2021-07-03）.
24. ↑  牟宗三. . . 臺灣: 學生書局. ISBN 9570825510 （中文（繁體））.
25. ↑  Die mathematische schriften von Gottfried Wilhelm Leibniz, vol. VII  C. I. Gerhardt (ed) pp 223-227 英文翻譯 （页面存档备份，存于）
26. ↑  .   [2011-05-10]. （原始内容存档于2011-12-19）.

## 研究書目
- 李學勤：《周易溯源》（成都：巴蜀書社，2006）。
- 金谷治：于時化譯：《易的占筮與義理》（濟南：齊魯書社，1990）。
- 邢文：《帛書周易研究》（北京：人民出版社，1997）。
- 朱伯崑：《易學哲學史》（北京：北京大學出版社，1986-）。
- 池田知久：〈周易与原始儒学 （页面存档备份，存于）〉。
- 劉述先：〈從發展觀點看「周易」時間哲學與歷史哲學之形成 （页面存档备份，存于）〉。
- 淺野裕一：〈儒家對《易》的經典化 （页面存档备份，存于）〉。
- 夏含夷：〈是筮法还是释法——由清华简《筮法》重新考虑《左传》筮例 （页面存档备份，存于）〉。
- 夏含夷：〈《周易》“元亨利贞”新解——兼论周代习贞习惯与《周易》卦爻辞的形成 （页面存档备份，存于）〉。
- 夏含夷：〈《周易》筮法原无“之卦”考 （页面存档备份，存于）〉。
- 顾明栋：〈《周易》明象与现代语言哲学及诠释学 （页面存档备份，存于）〉。
- 小岛祐马：〈关于《周易》的几个问题 （页面存档备份，存于）〉。
- 赫尔穆特·威廉：〈左传国语中的易经占筮辞 （页面存档备份，存于）〉。
- 李学勤：〈《周易》与中国文化 （页面存档备份，存于）〉。
- 李零：〈跳出《周易》看《周易》 （页面存档备份，存于）〉。
- 李零：〈读上博楚简《周易》〉。
- 李博賢 Lars Bo Christensen: Book of Changes - The Original Core of the I Ching (英文) Amazon 2015 〈预览 （页面存档备份，存于）〉。
- 李鏡池：《周易探源》（北京：中華書局，1987）。
- 高亨：《周易古經通說》，華正書局有限公司，2005年2月1日，ISBN 978-957-580-109-0
- 高亨：《周易古經今注》
- 高亨：《周易大傳今注》
- Martin Schonberger：《The I Ching and the Genetic Code: The Hidden Key to Life》

## 延伸阅读
[在维基数据编辑]
 在维基文库阅读本作品原文（ 在维基共享资源阅览影像、分类）
 《周易 (四部叢刊本)》
 《欽定古今圖書集成·理學彙編·經籍典·易經部》，出自陈梦雷《古今圖書集成》
 《史記/卷121》，出自司馬遷《史記》